# Rolls-Royce Silver Seraph
De Rolls-Royce Silver Seraph is een autotype van Rolls-Royce.

## Geschiedenis
De Rolls-Royce Silver Seraph werd ter vervanging van de Silver Spur geïntroduceerd op de Autosalon van Genève op 3 maart 1998. Het model stond tweede in rang in Rolls-Royces modellenlijn, na de Corniche. De basisprijs was £ 155.175 (€ 226.810). De auto werd met de hand gebouwd in de fabriek in Crewe, die dicht ging nadat het model in 2002 werd beëindigd. In de auto, die toen de meest verfijnde en technisch geavanceerde ter wereld was, was zo'n £250 miljoen (€365 miljoen) geïnvesteerd. Het was verder de eerste volledig nieuwe Rolls-Royce sinds de Silver Shadow zo'n dertig jaar eerder.
Zoals al lange tijd het geval was had ook deze Rolls-Royce een tweeling bij zustermerk Bentley. De Bentley Arnage is extern exact dezelfde auto op het radiatorrooster, de emblemen en de wielen na. Het koetswerk is 65% stijver dan dat van de Silver Spur, en de Silver Seraph was te verkrijgen in een- of tweekleurig koetswerk.
Intern was de Silver Seraph gelijkaardig aan de Arnage, maar waren er toch verschillen. De versnellingshendel van de Silver Seraph was op de stuurkolom gemonteerd en het dashboard volgde de traditionele Rolls-Royce lay-out. Daardoor heeft hij bijvoorbeeld geen toerenteller.

## Technisch
De Silver Seraph wordt aangedreven door een 5379 cc 60° V12 die 322 pk levert bij 5000 RPM. Die motor, van BMW-origine, was verder ontwikkeld door een team van Rolls-Royce- en BMW-ingenieurs. De auto was daardoor de eerste Rolls-Royce met V12 sinds de Phantom III uit 1936. Die motor werd gecontroleerd door een computergestuurd motormanagement systeem, net als de automatische vijfversnellingsbak. De auto had zeer snelle acceleraties en een goede wegligging. De Silver Seraph heeft een wielbasis van 3116 mm een topsnelheid van 225 km/u.